# Danh sách chi của Noctuidae:Z
Noctuidae là một họ bướm đêm lớn gồm rất nhiều chi:
A B C D E F G H I J K L M N O P Q R S T U V W X Y Z
| - Zacthys - Zagira - Zagorista - Zalaca - Zale - Zaleodes - Zaleops - Zalissa - Zanclognatha - Zanclopalpus - Zanclostathme - Zarima - Zatilpa | - Zazanisa - Zebeeba - Zekelita - Zelicodes - Zellerminia - Zenomia - Zeteolyga - Zethes - Zethesides - Zeuxinia - Ziela - Zigera - Zinna | - Zirona - Zitna - Ziza - Zobia - Zonoplusia - Zophochroa - Zorothis - Zorzines - Zosichrysia - Zosteropoda - Zotheca - Zurobata - Zutragum |